# Walcheren
Walcheren è un'ex-isola del delta del Reno, della Mosa e della Schelda, si trova nella provincia della Zelanda (Paesi Bassi) e si affaccia sull'estuario della Schelda. L'isola è situata tra l'estuario della Schelda orientale a nord e quello della Schelda occidentale a sud, ed ha la forma approssimativa di un rombo.

## Conformazione del territorio
La parte che si affaccia sul Mare del Nord è composto per la maggior parte di dune, mentre il resto della linea costiera è formata da dicchi.
Con le ex isole di Noord-Beveland e Zuid-Beveland, in seguito ai lavori del piano Delta costituisce oggi una penisola che, insieme alla Schelda orientale, separa la foce della Schelda dal resto del delta del Reno, della Mosa e della Schelda.

## Città
Le città maggiori sono la capitale Middelburg, posta al centro dell'isola, e Flessinga. La terza città per popolazione e grandezza è invece Veere.
Altre località note sono la stazione balneare di Domburg e il villaggio costiero di Westkapelle.

## Storia

### Antichità
Già nell'epoca romana, l'isola era un punto di partenza per le navi dirette in Gran Bretagna
ed aveva un tempio della dea Nehalennia che era famosa per i suoi poteri di calmare le acque del Mare del Nord. I Romani la chiamavano "Wallacra", un termine che è possibile associare a Walha, il nome che veniva usato per le persone straniere. Walcheren era inoltre la sede del Vichingo Harald, di origine danese, che conquistò gli odierni Paesi Bassi con il suo compatriota Rorik (anche chiamato Rurik) nel nono secolo.
Sono state formulate numerose teorie al riguardo di Walcheren. Una fra queste menziona Walcheren come la sede di Ade, descritto da Omero.

### Medioevo
Durante il Medioevo la prosperità andò in declino. L'economia fu ferma, con l'eccezione dell'agricoltura.

### Guerre napoleoniche
A partire dal 30 luglio 1809, una forza armata britannica di 39.000 uomini sbarcò a Walcheren, con lo scopo di aiutare gli Austriaci nella loro guerra contro Napoleone, e attaccare la flotta francese ormeggiata a Flushing (Flessinga). La spedizione fu un disastro - gli Austriaci nel frattempo vennero sconfitti nella Battaglia di Wagram e chiesero un armistizio, mentre la flotta francese si spostò ad Anversa. La Gran Bretagna perse più di 4.000 uomini per malaria. La forza armata venne ritirata a dicembre.

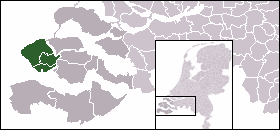
L'ubicazione di Walcheren.

### Seconda guerra mondiale
Posta strategicamente alla foce della Schelda, Walcheren fu la chiave che permise l'uso del porto di Anversa, collocato sulla sponda destra dell'estuario meridionale del fiume. È stata contesa nel 1940 fra le truppe olandesi e tedesche, e successivamente nel 1944 nella Battaglia dell'Isola di Walcheren, la quarta e ultima fase della Battaglia della Schelda. Il 3 ottobre 1944 la Royal Air Force (RAF) bombardò la diga di Westkapelle causando l'inondazione dell'isola di Walcheren.  La 2ª Divisione di Fanteria Canadese liberò la Zuid-Beveland avvicinandosi in tal modo all'isola il 31 ottobre 1944.  Il piano era di attraversare il Canale Slooe, ma le truppe di testa della 5ª Brigata di Fanteria Canadese scoprirono che i loro mezzi anfibi d'assalto erano completamente inutili a causa del fango profondo del canale.
L'unica via aperta era la strada rialzata di Walcheren, un ponte lungo un miglio che collegava la Zuid-Beveland all'isola. Il Reggimento Black Watch Canadese spedì una propria Compagnia all'assalto del ponte la sera del 31 ottobre, ma venne respinta. I Calgary Highlanders mandarono allora due proprie compagnie in rapida successione, la seconda delle quali riuscì a stabilire per breve tempo una "testa di ponte" sull'isola.
Tuttavia gli Highlanders furono infine respinti, con 64 tra morti e feriti. 
Il Reggimento "de Maisonneuve" li sostituì successivamente sulla strada rialzata, seguito dal 1º Battaglione, Glasgow Highlanders della 52ª Divisione di Fanteria britannica. Nel frattempo, il 1º novembre 1944, i Commando Britannici sbarcarono nel villaggio di Westkapelle, sul lato occidentale dell'isola, allo scopo di mettere a tacere le batterie costiere tedesche che si affacciavano sulla Schelda. L'assalto anfibio (denominato Operazione Infatuate) si rivelò un successo e l'8 novembre tutta la resistenza tedesca sull'isola era cessata.

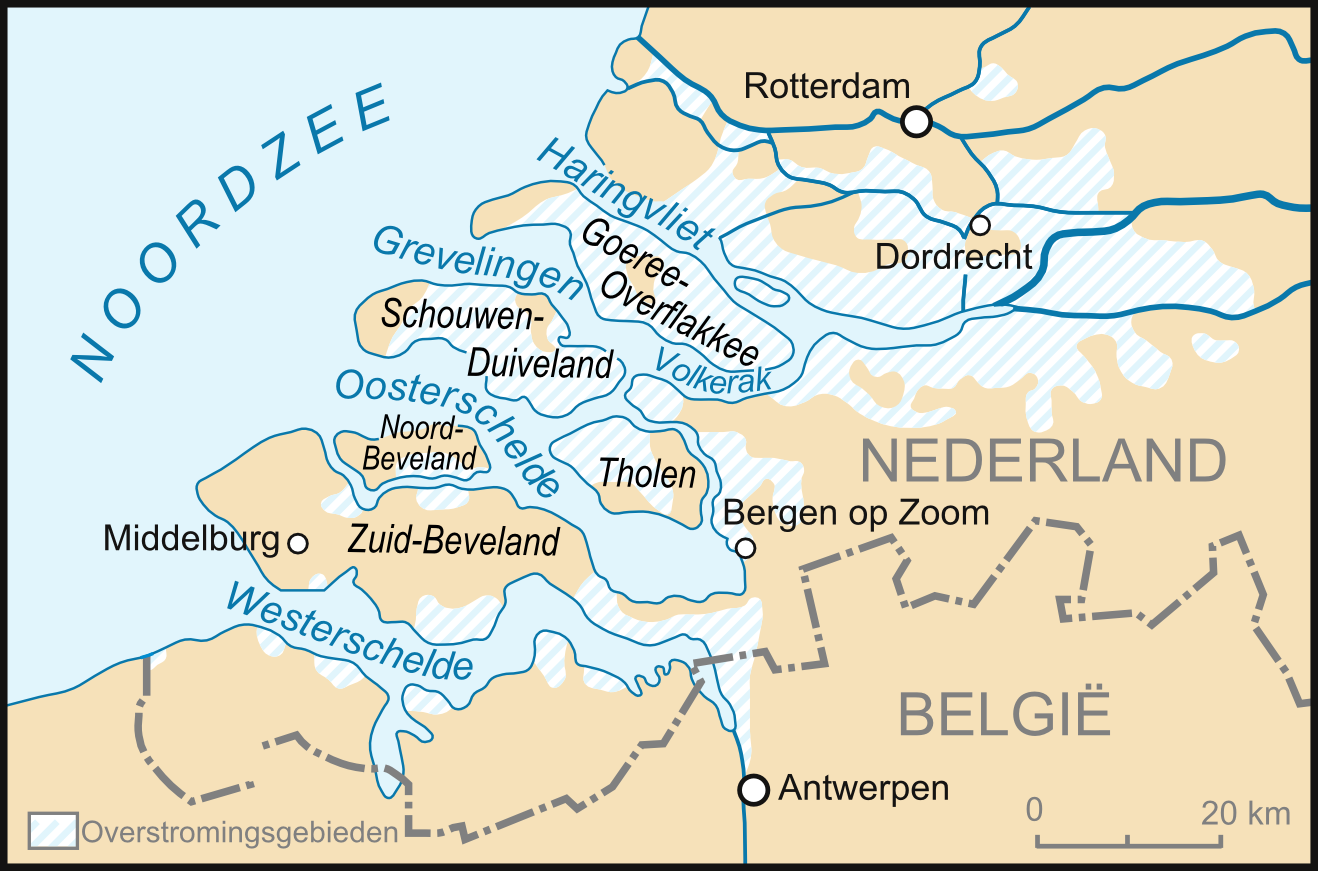
Le zone colpite dall'alluvione del 1953.

### Il diluvio
La notte fra il 31 gennaio e il 1º febbraio 1953 la Zelanda fu colpita da una distruttiva inondazione, anche se Walcheren grazie alla sua protezione fu in parte risparmiata. Però, in previsione di futuri lavori, si creò una barriera sul delta del fiume che causò l'alluvione.

## Walcheren oggi
Walcheren è un'area prevalentemente rurale. Le due più grandi città sull'isola sono Flessinga e Middelburg e a nord vi si trova la città storica di Veere sulle sponde dell'omonimo lago.

Walcheren dal 1º gennaio 1997 è stato diviso in tre divisioni amministrative: Middelburg, Veere e Flessinga, con a capoluogo le omonime città.